# Tuwaiq
Le djebel Tuwaiq (prononcé Twayg, en arabe : جبل طويق) est un escarpement étroit qui traverse le plateau du Nedjd en Arabie centrale, à environ 800 km de la frontière sud d'Al-Qasim, au nord, à l'extrémité nord du désert du Rub al-Khali, près du Wadi ad-Dawasir dans le sud. Le côté est est en pente douce, le côté ouest est nettement abrupt. L'escarpement peut être considéré comme un plateau étroit, même si les habitants le voient comme une montagne (djebel).
Beaucoup de vallées étroites (oueds) en descendent, dont le Wadi Hanifa (en), et un groupe d'agglomérations s'est établi dans sa partie centrale, dont la capitale saoudienne, Riyad. De nombreux peuplements y ont existé, historiquement, de tous côtés, dont Soudaïr (en) et Al-Washm. L'escarpement Tweig est mentionné dans l'encyclopédie Yaqut du XIIIe siècle sous le nom géographique d'Al-'Aridh, bien que ce nom soit depuis longtemps utilisé seulement pour désigner sa partie centrale, près de Riyad.

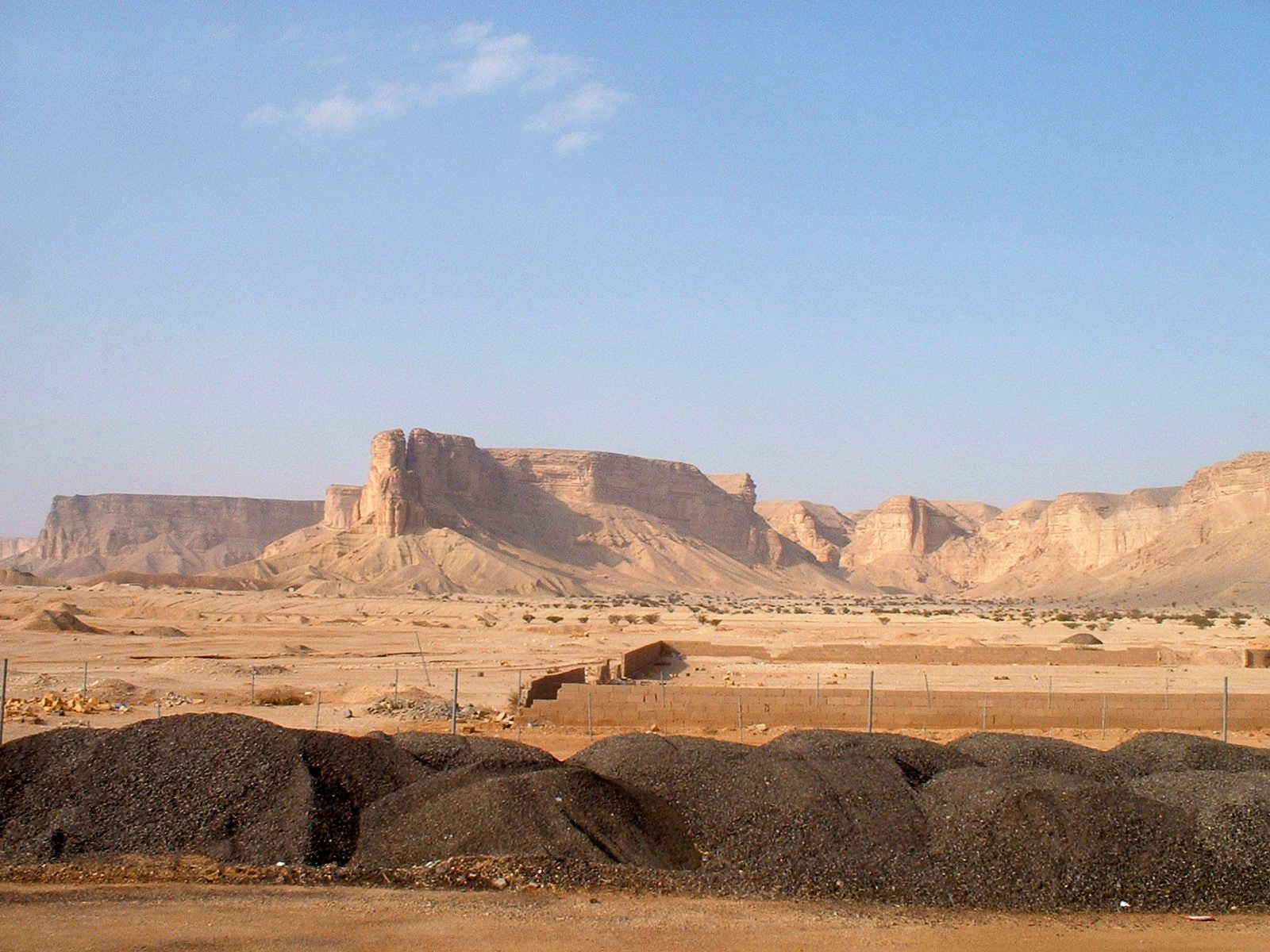
Une vue de l'escarpement Tuwaiq depuis l'ouest. La capitale Riyad se trouve juste au-delà de l'horizon.